# Alexandre Deberny
Alexandre Deberny (* 13. Februar 1809 in Neuilly-sur-Seine; † 15. Juni 1881 in Montmorency) war ein französischer Schriftgießer.

## Leben und Werk
Geboren als Alexandre de Berny, nannte er sich seit 1830 Deberny. Seine Mutter Laure de Berny ermöglichte es, dass er 1828 die Schriftgießerei von Honoré de Balzac übernehmen konnte. Bis 1840 arbeitete er zusammen mit Jean-François Laurent. Sie erweiterten ihren Bestand von Lettern mit dem Kauf eines holzgravierten Druckstocks von Pierre Durouchail. Ab 1840 bis ins Jahr 1877 war Deberny Alleineigentümer. Später arbeitete er mit seinem Adoptivsohn Charles Tuleu zusammen, dem er nach seinem Tod 1881 die Schriftgießerei Deberny & Cie hinterließ.
Deberny gehörte dem Saint-Simonismus an.